# Stadtmauern von Québec

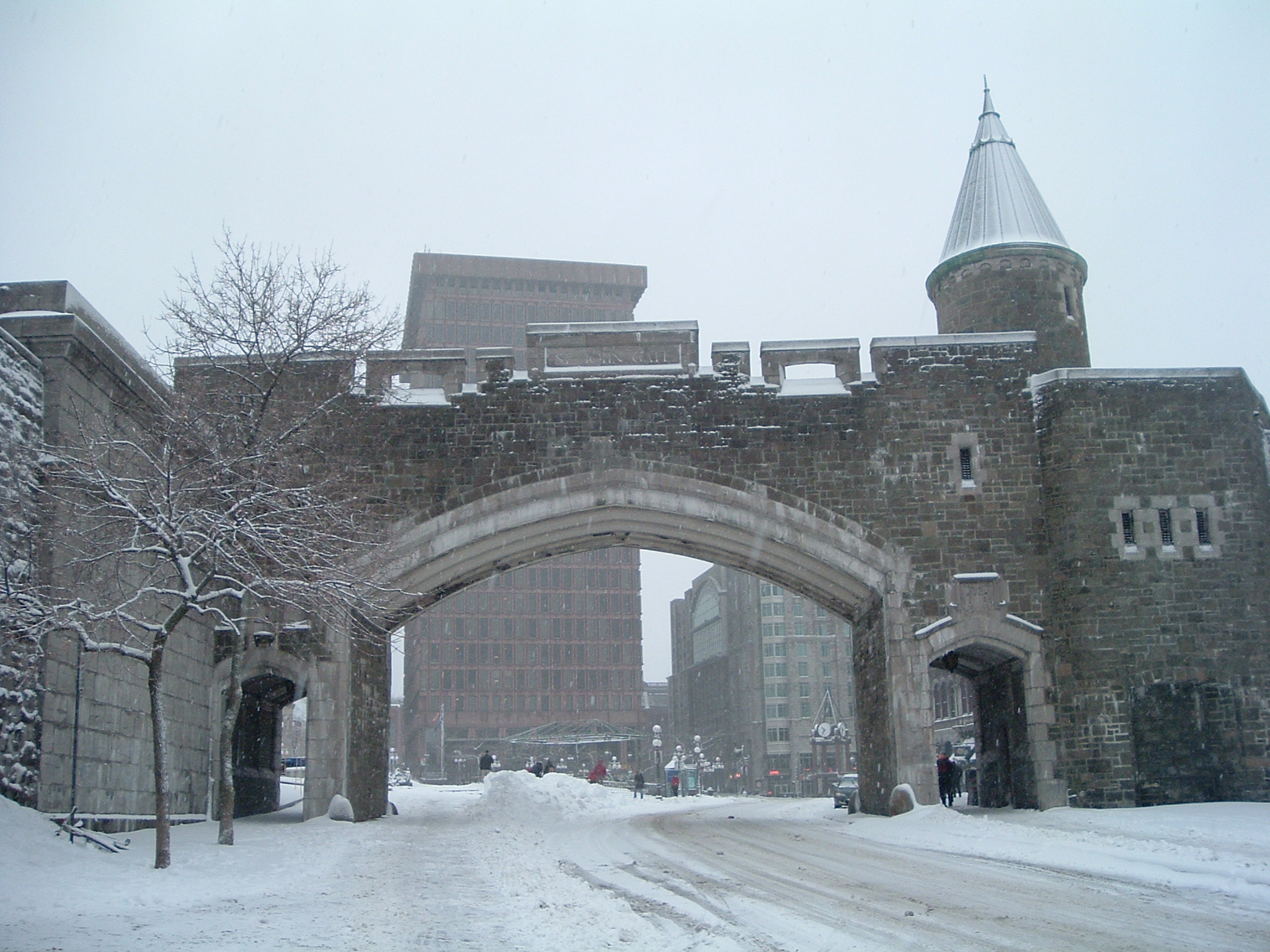
Das 1939 wieder aufgebaute Stadtmauer-Tor Porte Saint-Jean

Die Stadtmauern von Québec standen in der 1608 gegründeten kanadischen Stadt und Hauptstadt der gleichnamigen Provinz. Sie reichen bis in die späte Phase des städtischen Festungsbaus zurück. Ihre Errichtung begann zwischen 1608 und 1690. Vorläufige Festungswerke wurden 1690 in Erwartung eines englischen Angriffs auf Initiative von Louis de Buade, Graf von Frontenac errichtet. Sie entstanden rund um die heutige Oberstadt, rund 90 Meter oberhalb des Sankt-Lorenz-Stroms. Wie der Angriff des englischen Admirals William Phips im Oktober 1690 zeigte, war eine Befestigung der Stadt dringend erforderlich. Ab 1745 wurde die Stadtbefestigung vollendet, doch wurde Québec bereits 1759 britisch.
Die neuen Herren ließen die Stadtmauer zunächst verfallen, doch in den Jahrzehnten nach dem Britisch-Amerikanischen Krieg, der von 1812 bis 1815 dauerte, wurden die Anlagen erneut verstärkt und ausgebaut. Gegen Ende der britischen Herrschaft wurden die Stadttore niedergelegt, doch ihr historischer Wert wurde bald erkannt und so baute man die Tore wieder auf und restaurierte die Stadtmauern. Seit 1985 sind sie eine nationale historische Stätte Kanadas und stehen auf der Liste des UNESCO-Weltkulturerbes.

## 1608: Gründungsphase

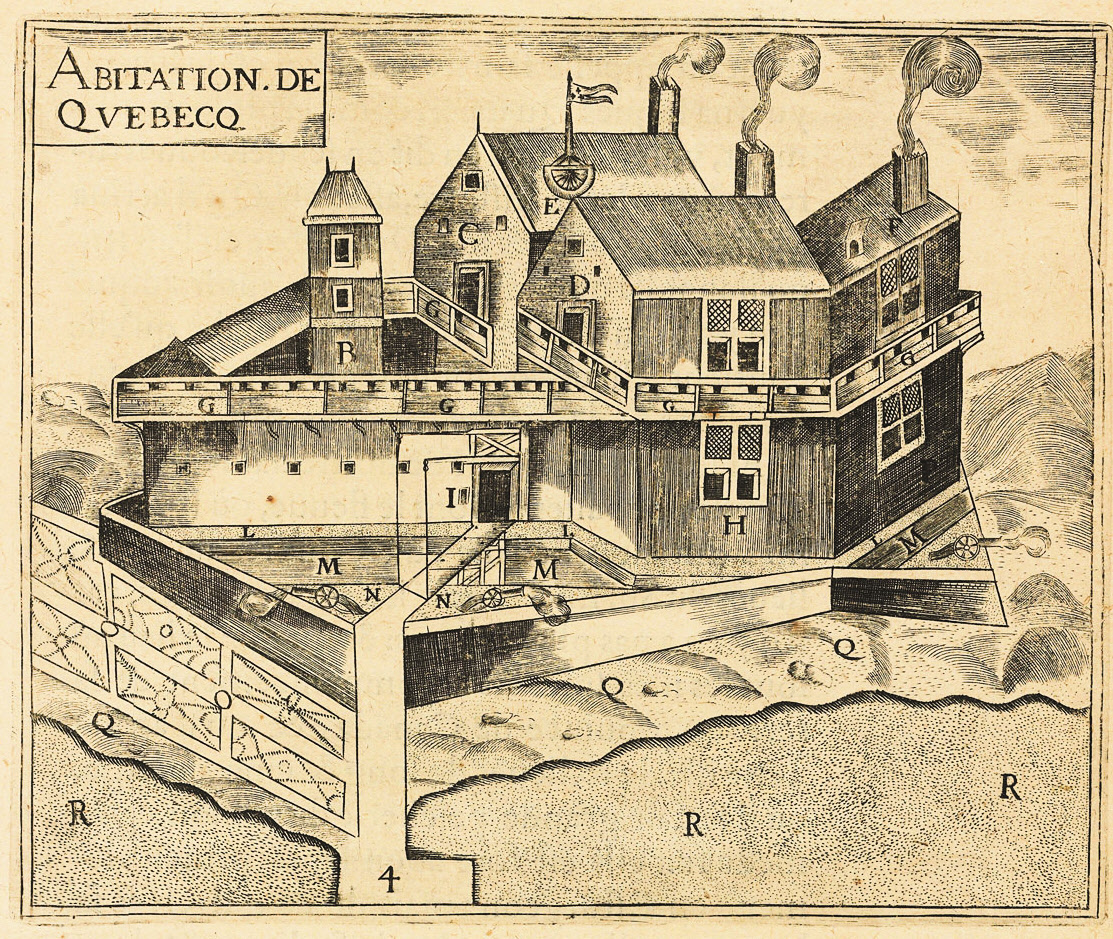
Champlains Haus in Québec, 1608

Erste Bemühungen der Franzosen, einen Platz in der Region zu sichern, reichen bis 1541 zurück, als Jacques Cartier etwa 16 km westlich der heutigen Stadt Québec ein Fort am Cap Rouge anlegen ließ. Doch die Siedlung musste bereits im Sommer des folgenden Jahres aufgegeben werden.
1608 entstand unter Führung von Samuel de Champlain eine kleine Ansiedlung, die als Hauptsitz für die Erkundung des Landes und später für den Pelzhandel dienen sollte. Champlain nannte den Ort Habitation de Quebec. Doch 1629 eroberten Engländer unter der Führung von David Kirke die gerade erst gegründete Siedlung, die außer Palisaden keinerlei Befestigung aufwies, zumal die wenigen Bewohner kaum in der Lage gewesen wären, eine Stadtmauer zu errichten. Aber schon im Jahr 1632, nach der Unterzeichnung des Vertrags von Saint-Germain-en-Laye, musste England die Siedlung Québec an Frankreich zurückgeben, da sich die Eroberung als illegal herausgestellt hatte.
Zwölf Jahre nach ihrer Gründung, also 1630, hatte der Ort Québec gerade einmal 100 Einwohner. Doch die Einwohnerzahl stieg bis 1640 auf immerhin 359. 1665 waren es jedoch immer noch erst 550 Einwohner in 70 Häusern, welche die Hauptstadt Neu-Frankreichs ausmachten.

## 1693: Festungswerke

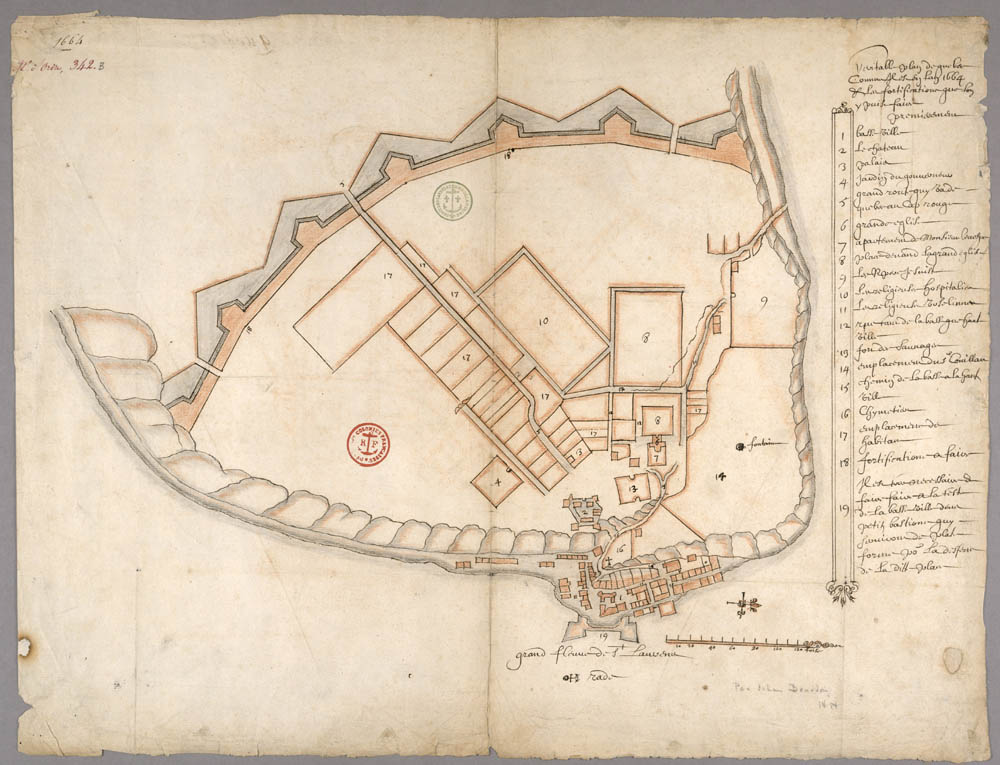
Plan der Stadt, Jean Bourdon, 1664

1693 erfolgte nach Plänen von Josué Boisberthelot de Beaucours ein verstärkter Ausbau, doch blieben die Befestigungswerke unvollständig. 1721 weigerte sich die Stadt, die isolierten Festungswerke zu einer geschlossenen Stadtfestung auszubauen, da man die Befestigung von Montréal und Louisbourg für vorrangig hielt. Der Bau einer Straße, des Chemin du Roy, nach Montréal schuf eine sicherere Verbindung zwischen den beiden wichtigsten Städten des französischen Gebiets. Québec wurde 1722 zu einer eigenständigen Kolonie innerhalb Neufrankreichs; seine Einwohnerzahl war inzwischen auf 24.594 angestiegen.

## 1745: Eiliger Ausbau

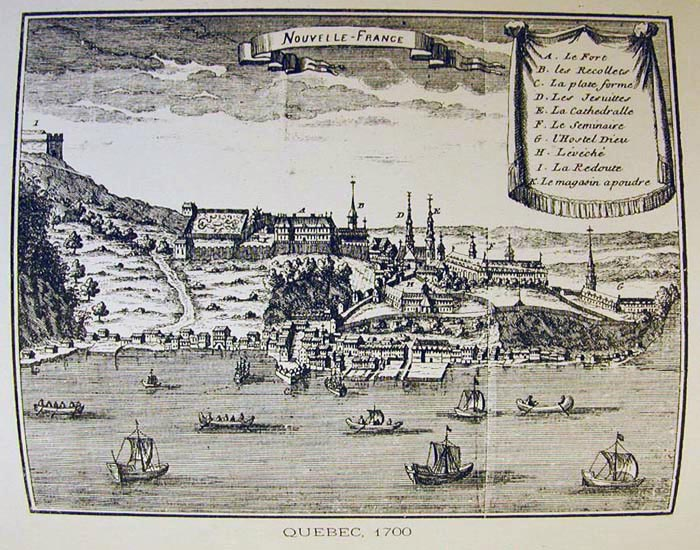
Québec um 1700

1701 hatte der Ingenieur Jacques Levasseur de Néré einen Plan vorgelegt, der auch vom königlichen Commissaire général des fortifications angenommen wurde. Bis 1745 blieb es jedoch bei solchen Plänen. Erst als Louisbourg 1745 von Briten erobert und zerstört wurde, ordnete Gouverneur Charles de la Boische, Marquis de Beauharnois den sofortigen Ausbau der Stadtmauern an. Diesen leitete der Festungsbauer Gaspard-Joseph Chaussegros de Léry. Neben den eigentlichen Stadtmauern entstand 1759 am Sankt-Lorenz-Strom eine Redoute, das Fort Jacques Cartier. Dennoch eroberten 1759 die Briten Québec, 1760 ergab sich die Kolonie.

## Britische Herrschaft, Bau der Zitadelle

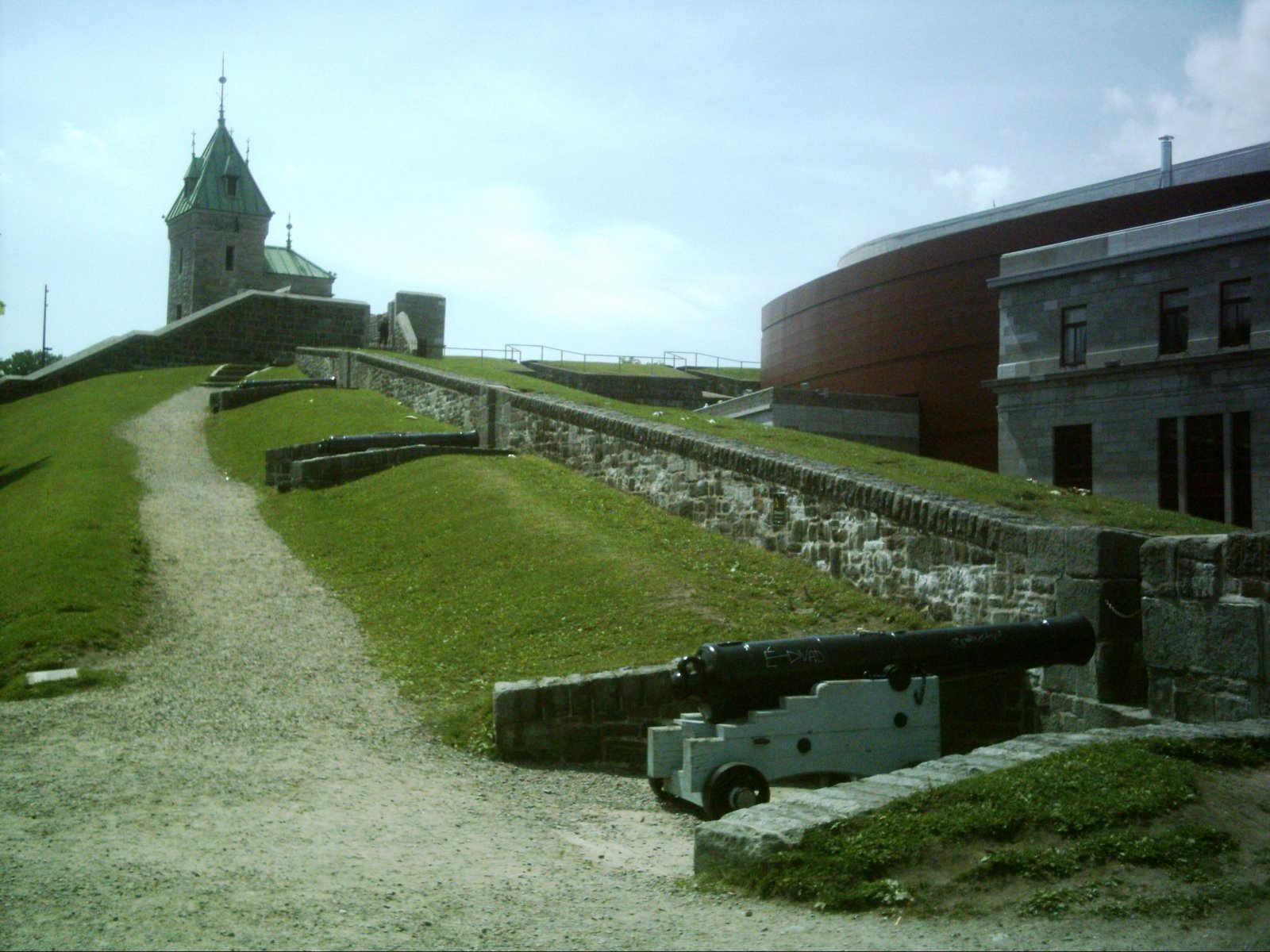
Die Festungsanlagen unweit des Palais Montcalm

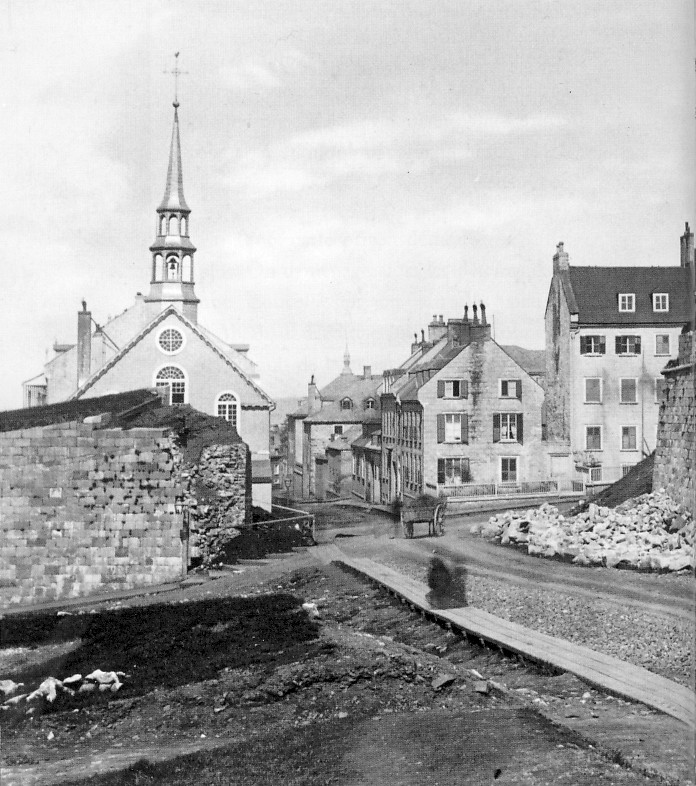
Die Stelle, wo das ehemalige Kent-Tor stand, unmittelbar vor seinem 1878 begonnenen Wiederaufbau

Nachdem die Stadt britisch geworden war, sah London zunächst keinen Bedarf, die vorhandenen Verteidigungsbauwerke zu verstärken, zumal man sich der Loyalität der neuen Untertanen nicht sicher war. Erst mit dem Krieg zwischen Großbritannien und den USA von 1812 bis 1815 wurden neue Pläne erörtert. Die Stadtmauer wurde repariert. Und von 1820 bis 1831 errichtete man südlich der Stadt die sternförmige Zitadelle von Québec unter Leitung von Elias Walker Durnford. Ein Mauerabschnitt von 1745 wurde in die Zitadelle integriert. Während des amerikanischen Sezessionskriegs (1861–1865) traten wiederum Spannungen zwischen den USA und Großbritannien auf, die die Kolonialregierung dazu veranlassten drei Außenforts bei Lévis zu errichten. Kurz vor dem Abzug der britischen Truppen im Jahr 1871 wurden die Stadttore abgerissen.

## Wiederaufbau der Tore
Der Generalgouverneur Kanadas von 1872 bis 1878, Lord Dufferin, setzte sich erfolgreich dafür ein, dass die Tore neu errichtet wurden.
Heute bestehen vier Stadttore. Dies ist zunächst die Porte Saint-Jean, die von 1694 bis 1791 bestand, und dann abgerissen, daraufhin wieder aufgebaut wurde. 1865 wiederholte sich dieser Vorgang. Das heute bestehende Tor wurde 1939 in dieser Form errichtet. Die Porte Saint-Louis entstand 1694 und wurde gleichfalls 1791 abgerissen und neu aufgebaut. 1823 wurde das Tor ersetzt, dann 1871 vollständig beseitigt, um 1880 wieder aufgebaut zu werden. Die Porte Prescott entstand erst unter den Briten im Jahr 1797 und wurde nach Robert Prescott benannt. Das Tor wurde 1871 abgerissen und erst 1983 wieder aufgebaut. Das jüngste Stadttor ist die Porte Kent von 1879, die nach dem Vater von Königin Victoria benannt wurde, dem Duke of Kent.

## Heutige Nutzung, Aufstieg zum Weltkulturerbe
Seit 1920 ist die Zitadelle von Québec offizieller Sitz des 22. königlichen Regiments der kanadischen Armee. Traditionell residiert der Generalgouverneur von Kanada einige Wochen im Jahr in einem seiner offiziellen Amtssitze, Hauptsitz ist jedoch die Rideau Hall in Ottawa. 1948 wurden die Stadtmauern in die Liste der nationalen Geschichtsstätten aufgenommen. 1985 wurde die Stadt als Weltkulturerbe anerkannt. Für den Erhalt der Befestigungsanlagen ist Parcs Canada verantwortlich.
Am 4. April 2008 wurde die Reithalle unmittelbar neben der Zitadelle ein Opfer der Flammen. Die Fassade überstand den Brand, doch die hölzerne Einrichtung wurde zerstört.